# Michael Jeyakumar Devaraj
Michael Jeyakumar Devaraj (ur. 28 marca 1955 w Johor) – malezyjski lekarz i polityk, deputowany do Malezyjskiej Izby Reprezentantów (Dewan Rakyat). Członek Socjalistycznej Partii Malezjii.

## Życiorys
W 1975 roku ukończył studia na Uniwersytecie Malajskim uzyskując brytyjski dyplom MRCP z zakresu nauk medycznych. W latach 1981–1999 pracował w malezyjskim ministerstwie zdrowia. Później pracował jako lekarz w jednym z prywatnych szpitali. 
W 2008 roku jako członek Socjalistycznej Partii Malezji uzyskał mandat deputowanego startując z ramienia opozycyjnej listy Ludowej Partii Sprawiedliwości w ogólnokrajowych wyborach parlamentarnych w okręgu wyborczym Sungai Siput Utara w stanie Perak. W 2013 roku z powodzeniem ubiegał się o reelekcję. 
W 2011 roku podczas demonstracji antyrządowych ruchu Bersih, Michael Jeyakumar Devaraj wraz z innymi członkami Socjalistycznej Partii Malezji został aresztowany przez siły rządowe. Po 28 dniach opuścił areszt.